# Эховирусы
Эховирусы (англ. ECHO, Enteric Cytopathic Human Orphan) — группа серотипов РНК-содержащих энтеровирусов из семейства Picornaviridae. Эховирусы обнаружены в желудочно-кишечном тракте, вирус вызывает оппортунистические заболевания.

## История
Эховирусы были впервые выделены в стуле детей, не имевших симптомов заболевания в начале 1950-х. «Эхо-» в названии таксона представляет собой аббревиатуру от англ. enteric cytopathic human orphan — «orphan virus» означает: вирус «сиротка», то есть вирус не связан с известным заболеванием.

## Описание
Эховирусы — возбудители инфекционных заболеваний, преимущественно заражающие детей. Эховирусы являются основной причиной лихорадочных состояний у новорождённых и детей, а также, наряду с другими энтеровирусами, наиболее частой причиной асептического менингита.
Болезнь у детей может привести к развитию системных заболеваний и приводит к смертности в раннем возрасте. Эховирусные инфекции могут иметь симптомы других инфекций, вызываемых бактериями и вирусами.

## Структура вируса
Вирион эховируса имеет размер около 24—30 нм, имеет белковый капсид, который составляет до 75 % вирусной частицы, и содержит в центре одноцепочечную РНК. Геномная РНК имеет длину около 7,5 тысяч оснований, содержит ген РНК-полимеразы, вирусные белки, а также ген полипротеина, из которого образуются структурные белки, необходимые для репликации в клетке. Структурные белки определяют специфичность к организму хозяина и играют важную роль в доставке геномной РНК в цитоплазму клетки.
В некоторых случаях репликация вирусов после инфицирования происходит в носоглотке затем вирусы попадают в лимфатические узлы. Однако, большая часть вирусных частиц проглатывается и они попадают в желудочно-кишечный тракт, где связываются со специфическими рецепторами. Вирусы попадают в нижние части кишечника, реплицируются там, но не имеют никаких эффектов на клетки. Вирусы попадают также во многие другие части тела — центральную нервную систему, печень, селезёнку, костный мозг, сердце и в лёгкие. Репликация вируса происходит в течение 4—6 дней после инфицирования, что вызывает симптомы болезни. Эховирусы обладают крайне высокой инфекционностью и способны заражать практически любую клетку в организме. Вирусы распространяются воздушно-капельным путём в течение 1—3 недель после заражения, а также фекально-оральным путём в течение до 8 недель после заражения.

## Эпидемиология, прогноз
Источники – больные люди и носители. Механизм заражения – фекально-оральный. Входными воротами являются: слизистая оболочка носа, глотки, тонкого кишечника.
Эховирусами заражаются в основном мужчины и дети, инфицирование в течение первых двух недель после рождения может привести к смерти ребёнка. У самых маленьких детей смерть обычно возникает в результате печёночной недостаточности или миокардита, но не в результате поражения ЦНС. Более взрослые дети и взрослые пациенты имеют хороший прогноз. Наиболее частым осложнением у взрослых также является миокардит.
Как правило, вирус не выходит из очага первичной инфекции; реже он распространяется гематогенно, а при тяжелых формах его можно выделить из пораженного органа.

## Лабораторная диагностика
Материал: СМЖ, фекалий, мазки из глотки.
Вирусологический метод. Выделение возбудителя из материала больного проводят заражением клеток организма почек человека и обезьян циномольгус и зеленых мартышек. Факт обнаружения возбудителя – не абсолютный показатель для постановки диагноза (т.к. возможно бессимптомное носительство). 
Серологический метод. РН (реакция нейтрализации), РСК (реакция связывания комплемента), РТГА (реакция торможения гемаглютинации), ПЦР (Полимеразная цепная реакция).

## Клиническая картина
ОРВИ, лихорадка неясного генеза. Асептические менингиты обычно носят самоограничивающийся характер, протекают относительно легко и не вызывают осложнений. В редких случаях наблюдаются восходящие параличи и энцефалиты, напоминающие поражения, вызываемые полиовирусами. Серовары 9 и 16 вызывают лихорадочное состояние, сопровождающееся кореподобными высыпаниями. Серотипы 11, 18, 19 вирусов ЕСНО относятся к числу наиболее частых возбудителей кишечных диспепсий человека. Синдром Гийена-Барре (поражение нервных волокон организма). 
Продолжительность инкубационного периода при ЕСНО-вирусной инфекции составляет 3-4 суток, в редких случаях – до 10 суток. ЕСНО-вирусы вызывают следующие клинические синдромы: серозный менингит (серотипы 1-5, 7, 9, 11, 13-21, 25, 27); паралич (серотипы 2, 4, 6, 9, 11, 30); энцефалит, атаксию, синдром Гийена-Барре (серотипы 2, 6, 9, 19); миокардит и перикардит (серотипы 1, 6, 9, 19); тяжелое системное заболевание новорожденных с некрозом печени (серотип 11); гепатит (серотипы 4, 9); диабет (серотип 9); респираторное заболевание (серотипы 4, 9, 11, 20, 25); экзантема (серотипы 2, 4, 6, 9, 11, 18); миалгии (серотипы 1, 6, 9) и диарея (серотипы 11, 18, 19 ).

## Лечение
Для эховирусной инфекции нет специфического способа лечения. Антивирусный препарат плеконарил предотвращает связывание эховирусных частиц с клеточной мембраной и раскрывание вирионов.